# السحول

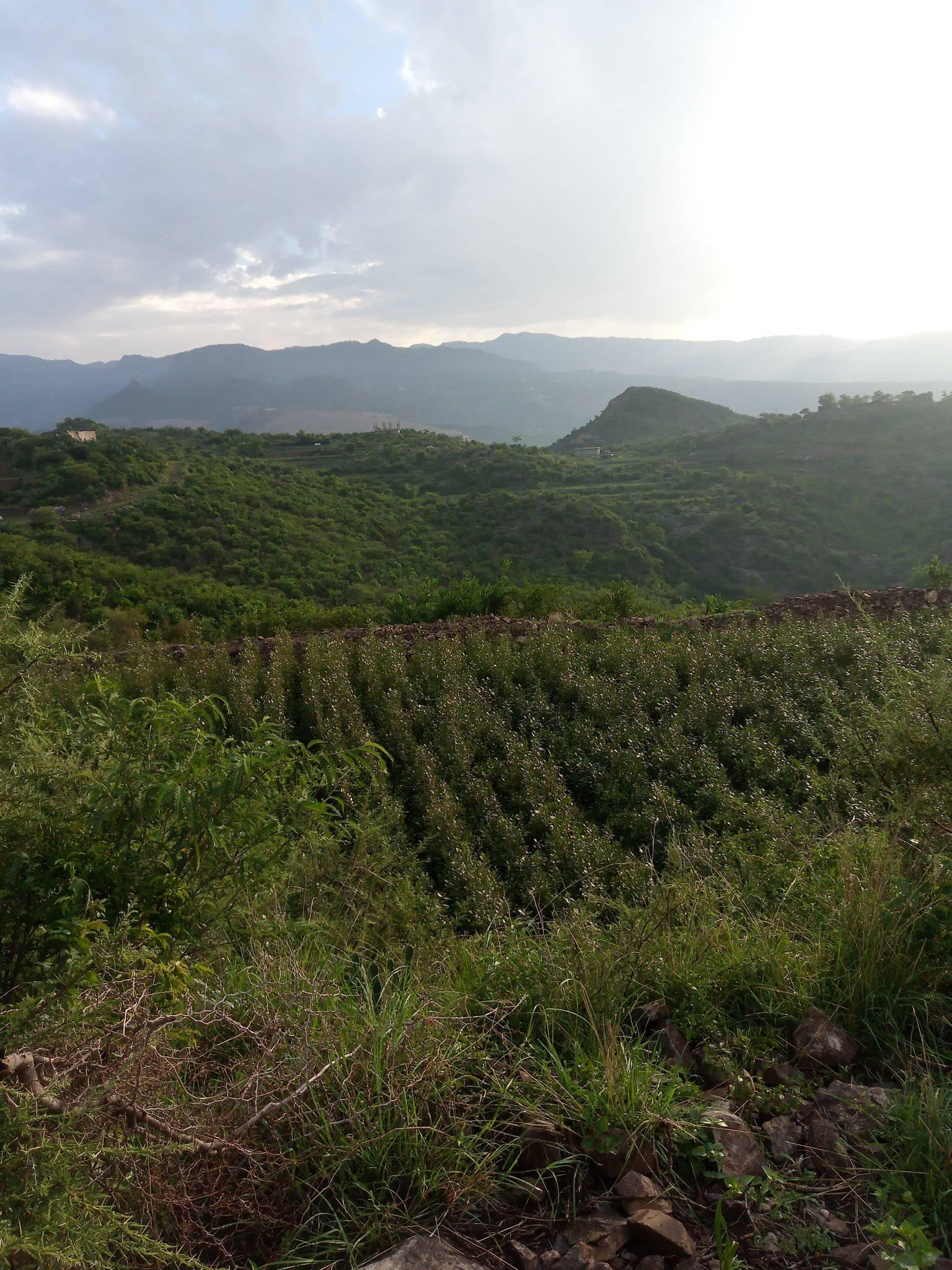
منطقة السحول

وادي السحول هي بلدة ووادي يقعان بين مدينة إب ومديرية المخادر في محافظة إب، اليمن. وكان يُعرف بمخلاف السحول، و"المخلاف" هو أحد التقسيمات الإدارية في اليمن القديم. سُمِّي السَحُول بمصر اليمن لوفرة الذرة فيه. وهي تشتهر بملابس سكانها القطنية البيضاء السحولية. وفقًا للحديث النبوي كان النبي محمد صلى الله عليه وسلم "مغطى بثلاث ثياب قطنية بيضاء سحولية، لم يكن أي منها قميصًا طويلًا أو عمامة". وفقًا للمستشرق البريطاني جيمس هيوورث دن، اشتهر السحول عالميًا بـ "عباءاته المخططة الرائعة".
وسبق لمخلاف السحول أن كان له أسماء أخرى مثل "مخلاف جعفر" وينسب إلى السلطان جعفر بن إبراهيم بن ذي المثلة المناخي مؤسس إمارة المناخ و "مخلاف القلعة".